# Томас Стернс Елиот
Томас Стернс Елиот (енгл. T. S. Eliot; Сент Луис, 26. септембар 1888 — Лондон, 4. јануар 1965), био је енглески писац америчког порекла, један од најпознатијих европских песника 20. века, добитник многих награда, међу њима Нобелове 1948. и Гетеове 1954. Носилац 16 почасних доктората.
Елиот је рођен у Сент Луису. Студирао је на Харварду, Сорбони и на Оксфорду. До краја свог живота остао је у Енглеској. Био је песник, критичар, издавач, и више година уредник врло утицајног књижевног часописа Criterion. Од појаве поеме Пуста земља и неких критичарских текстова Елиот почиње да врши снажан утицај на енглеску и америчку поезију. Елиот је такође писао и драме у стиху.
Важније књиге:
Prufrock and Other Observations (1917); Poems (1920); The Waste Land (1922); The Hollow Men (1925); Ash-Wednes-day (1930); Four Quartets (1943).

## Биографија

### Младост и образовања
Рођен је у истакнутој породици у Сент Луису у Мисурију. Његов отац, Хенри Вејр Елиот био је успешан бизнисмен. Његова мајка, Шарлот Шамп Стернс, је писала поезију и радила као социјална радница. Елиот је био најмлађи од шесторо деце. Име је добио по деди. Породица и пријатељи су га звали Том.
Елиот је од 1898. до 1905. похађао академију Смит, школу за дечаке, где је учио латински, грчки, француски и немачки. Од раног детињства показивао је изванредну надареност за писање поезије. Првобитно је писао под утицајем Омара Кајама. Након завршетка акдемије, од 1906. је похађао универзитет Харвард и дипломирао након три године, уместо уобичајених четири. Касније је радио као асистент на универзитету. Почео је објављивати своје песме у универзитетском часопису, а касније је постао и његов уредник. У то време је почео да чита о симболистичком покрету у књижевности и први се пут упознао са именима попут Рембоа и Верлена. Током студија је пријатељевао с Конрадом Аикеном. Од 1910. до 1911. је живео у Паризу и на Сорбони слушао предавања о филозофији и језику. Између осталих слушао је предавања Анрија Бергсона и Ален-Фурнијеа. 1911. се вратио на Харвард да би докторирао филозофију. Проучавао је будизам, хиндуизам и индијску културу. Да би могао да чита религијске текстове, научио је санскрит.
Године 1914. је добио стипендију за Мертон колеџ на Оксфорду. Пре тога је посетио немачки град Марбург, а након избијања Првог светског рата је отишао у Лондон те се вратио у Оксфорд. Почетком 1915. је упознао Вивијен Хај-Вуд. Венчали су се 26. јуна исте године.
Након кратке посете родбини у САД вратио се у Лондон где је почео радити као предавач на Лондонском универзитету. Његов пријатељ, филозоф Бертранд Расел, показивао је интересовање за Вивијен те је могуће да су њих двоје имали аферу.
Након што је напустио Мертон, Елиот је радио као учитељ у школи Хајгејт, а касније на краљевској гимназији у Хај Викомбу. Године 1917. прихватио је положај у Лојдсовој банци. У августу 1920. године је у Паризу у друштву Виндама Луиса срео Џејмса Џојса с којим је убрзо постао добар пријатељ. 1925. је почео радити за издавачку кућу Faber and Gwyer (касније познатију као Faber and Faber), где је провео остатак каријере, стекавши временом положај директора.

### Каснији живот у Енглеској
Дана 29. јуна 1927. године је прешао на англиканизам, а у новембру исте године постао држављанин Уједињеног Краљевства.
Харвард му је понудио посао професора за академску годину 1932/33. коју је прихватио и отишао у САД, оставивши супругу саму у Енглеској. Тада је већ био свестан њених психичких проблема. Физичко стање јој се такође погоршавало тако да су је мучиле главобоља, несаница, исцрпљеност и висока температура. Уз све то, психичка болест је све више напредовала, па је за време Елиотовог боравка у Америци морала бити смештена у болници у Нортумерленду где је напослетку и умрла 1947. Елиот је није посећивао, али су све време званично били у браку.
Од 1946. до 1957. године је живео с пријатељем Џоном Дејвијем Хајвардом који је прикупљао и архивирао његове радове.
Елиотов други брак је био срећан, али је кратко трајао. 1957. је оженио Есму Валери Флечер. За разлику од прве супруге, Елиот је Валери добро познавао јер му је од 1949. радила као секретарица у издавачкој фирми Faber and Faber. Њихов брак је био тајан, а венчању су присуствовали само родитељи младе. Валери је била 37 година млађа од њега.
Умро је 4. јануара 1965. године у Лондону од плућног емфизема.

## Дела
- „T. S. Eliot Bibliography”. Nobel Prize. Приступљено 25. 2. 2012.

### Најранији радови
- Проза
  - "The Birds of Prey" (кратка прича; 1905)[3]
  - "A Tale of a Whale" (кратка прича; 1905)
  - "The Man Who Was King" (кратка прича; 1905)[4]
  - "The Wine and the Puritans" (преглед, 1909)
  - "The Point of View" (1909)
  - "Gentlemen and Seamen" (1909)
  - "Egoist" (преглед, 1909)
- Поеме
  - "A Fable for Feasters" (1905)
  - "[A Lyric:]'If Time and Space as Sages say'" (1905)
  - "[At Graduation 1905]" (1905)
  - "Song: 'If space and time, as sages say'" (1907)
  - "Before Morning" (1908)
  - "Circe's Palace" (1908)
  - "Song: 'When we came home across the hill'" (1909)
  - "On a Portrait" (1909)
  - "Nocturne" (1909)
  - "Humoresque" (1910)
  - "Spleen" (1910)
  - "[Class] Ode" (1910)

### Поезија
- Prufrock and Other Observations (1917)
  - The Love Song of J. Alfred Prufrock
  - Portrait of a Lady
  - Preludes
  - Rhapsody on a Windy Night
  - Morning at the Window
  - The Boston Evening Transcript
  - Aunt Helen
  - Cousin Nancy
  - Mr. Apollinax
  - Hysteria
  - Conversation Galante
  - La Figlia Che Piange
- Poems (1920)
  - Gerontion
  - Burbank with a Baedeker: Bleistein with a Cigar
  - Sweeney Erect
  - A Cooking Egg
  - Le Directeur
  - Mélange Adultère de Tout
  - Lune de Miel
  - The Hippopotamus
  - Dans le Restaurant
  - Whispers of Immortality
  - Mr. Eliot's Sunday Morning Service
  - Sweeney Among the Nightingales
- The Waste Land (1922)
- The Hollow Men (1925)
- Ariel Poems (1927–1954)
  - Journey of the Magi (1927)
  - A Song for Simeon (1928)
  - Animula (1929)
  - Marina (1930)
  - Triumphal March (1931)
  - The Cultivation of Christmas Trees (1954)
- Ash Wednesday (1930)
- Coriolan (1931)
- Old Possum's Book of Practical Cats (1939)
- The Marching Song of the Pollicle Dogs и Billy M'Caw: The Remarkable Parrot (1939) у The Queen's Book of the Red Cross
- Four Quartets (1945)
- Macavity:The Mystery Cat

### Позоришни комади
- Sweeney Agonistes (објављен 1926, први пут изведен 1934)
- The Rock (1934)
- Murder in the Cathedral (1935)
- The Family Reunion (1939)
- The Cocktail Party (1949)
- The Confidential Clerk (1953)
- The Elder Statesman (први пут изведен 1958, објављен 1959)

### Документарна литература
- Christianity & Culture (1939, 1948)
- The Second-Order Mind (1920)
- Tradition and the Individual Talent (1920)
- The Sacred Wood: Essays on Poetry and Criticism (1920)
  - "Hamlet and His Problems"
- Homage to John Dryden (1924)
- Shakespeare and the Stoicism of Seneca (1928)
- For Lancelot Andrewes (1928)
- Dante (1929)
- Selected Essays, 1917-1932 (1932)
- The Use of Poetry and the Use of Criticism (1933)
- After Strange Gods (1934)
- Elizabethan Essays (1934)
- Essays Ancient and Modern (1936)
- The Idea of a Christian Society (1939)
- A Choice of Kipling's Verse (1941) Елиотов рад, са есејом о Радјарду Киплингу
- Notes Towards the Definition of Culture (1948)
- Poetry and Drama (1951)
- The Three Voices of Poetry (1954)
- The Frontiers of Criticism (1956)
- On Poetry and Poets (1943)

### Постхумне публикације
- To Criticize the Critic (1965)
- The Waste Land: Facsimile Edition (1974)
- Inventions of the March Hare: Poems 1909–1917 (1996)

### Критичка издања
- Collected Poems, 1909–1962 (1963), одломак и претраживање текста
- Old Possum's Book of Practical Cats, Illustrated Edition (1982), одломак и претраживање текста
- Selected Prose of T.S. Eliot, edited by Frank Kermode (1975), одломак и претраживање текста
- The Waste Land (Norton Critical Editions), edited by Michael North (2000) одломак и претраживање текста
- Selected Essays (1932); увећана верзија (1960)
- The Letters of T. S. Eliot, edited by Valerie Eliot and Hugh Haughton, Volume 1: 1898–1922 (1988, revised 2009)
- The Letters of T. S. Eliot, edited by Valerie Eliot and Hugh Haughton, Volume 2: 1923–1925 (2009)
- The Letters of T. S. Eliot, edited by Valerie Eliot and John Haffenden, Volume 3: 1926–1927 (2012)
- The Letters of T. S. Eliot, edited by Valerie Eliot and John Haffenden, Volume 4: 1928–1929 (2013)
- The Letters of T. S. Eliot, edited by Valerie Eliot and John Haffenden, Volume 5: 1930–1931 (2014)
- The Letters of T. S. Eliot, edited by Valerie Eliot and John Haffenden, Volume 6: 1932–1933 (2016)
- The Letters of T. S. Eliot, edited by Valerie Eliot and John Haffenden, Volume 7: 1934–1935 (2017)
- The Letters of T. S. Eliot, edited by Valerie Eliot and John Haffenden, Volume 8: 1936–1938 (2019)

### Биографија
- T. S. Eliot at the Poetry Foundation
- „Biography From T. S. Eliot Lives' and Legacies”. Архивирано из оригинала 14. 02. 2007. г. Приступљено 31. 01. 2019.
- Eliot family genealogy, including T. S. Eliot
- Eliot's grave
- Томас Стернс Елиот на веб-сајту  (језик: енглески)
- Lyndall Gordon, Eliot's Early Years, Oxford and New York: Oxford University Press. 1977.  978-0-19-812078-0..
- T. S. Eliot Profile, Poems, Essays at Poets.org

### Радови
- official listing of T. S. Eliot's works with some available in full
- „doollee.com listing of T S Eliot's works written for the stage”. Архивирано из оригинала 22. 11. 2016. г.
- Томас Стернс Елиот на сајту Пројекат Гутенберг (језик: енглески)
- Дела T. S. (Thomas Stearns) Eliot на сајту Фејдид пејџ Канада

- Томас Стернс Елиот на сајту Internet Archive (језик: енглески)
- Томас Стернс Елиот на сајту LibriVox (језик: енглески)
- Poems by T.S. Eliot and biography at PoetryFoundation.org
- Text of early poems (1907–1910) printed in The Harvard Advocate
- T. S. Eliot Collection at Bartleby.com
- T.S. Eliot's Cats

### Веб сајтови
- „T. S. Eliot Society (UK) Resource Hub”. Архивирано из оригинала 25. 08. 2015. г. Приступљено 31. 01. 2019.
- „T. S. Eliot Hypertext Project”. Архивирано из оригинала 10. 08. 2006. г. Приступљено 31. 01. 2019.
- Official (T. S. Eliot Estate) site
- T. S. Eliot Society (US)

### Архиве
- „Search for T.S. Eliot”. Архивирано из оригинала 07. 12. 2011. г. at Harvard University
- „T. S. Eliot Collection”. Архивирано из оригинала 28. 02. 2009. г. at the Harry Ransom Center at the University of Texas at Austin
- T. S. Eliot Collection at Merton College, Oxford University
- T. S. Eliot collection at University of Victoria, Special Collections

### Разно
- „Links to audio recordings of Eliot reading his work”. Архивирано из оригинала 23. 02. 2015. г. Приступљено 31. 01. 2019.
- An interview with Eliot. Donald Hall (1959). „T. S. Eliot, The Art of Poetry No. 1”. Paris Review. Spring-Summer 1959 (21).
- „Yale College Lecture on T.S. Eliot”. Архивирано из оригинала 22. 09. 2008. г. audio, video and full transcripts from Open Yale Courses
- „T S Eliot - the British Library”. Архивирано из оригинала 21. 04. 2019. г. Приступљено 31. 01. 2019. на - British Library
- Мухарем Баздуљ - „Шупљи људи“ (КЦНС, март 2024)